# Доминго Морионес
Доминго Морионес Ларага (на испански: Domingo Moriones Larraga) е испански генерал.

## Биография
През 1934 г. Морионес е военен губернатор на Хихон и участва в потушаването на въстанието от 1934 г. През юли 1936 г. остава верен на Републиката. В началото на 1937 г. ръководи 2-ра дивизия на фронта на Сомосиера. По-късно е назначен за командир на I армейски корпус на Армията на центъра, а през юли 1937 г. ръководи републиканските сили в неуспешната офанзива в Сеговия. През 1938 г. е командир на републиканската армия на Андалусия. През февруари 1939 г. е един от офицерите, които казват на министър-председателя Хуан Негрин, че по-нататъшната военна съпротива е безполезна и през март 1939 г. подкрепя преврата на Касадо заедно с цялата андалуска армия под негово командване, въпреки че бързо е заменен от друг офицер, доверен на Касадо – Франсиско Менойо Баньос.
В края на войната Морионес е осъден на смърт, присъда, която е заменена с тридесет години затвор. Прекарва десет години в затвора, умира през 1964 г. като маркиз, а сестра му Максима наследява титлата.